# برج شتوتغارت للتلفزيون
برج شتوتغارت للتلفزيون (بالألمانية: Fernsehturm Stuttgart) هو برج اتصالات عن بعد يقع في مدينة شتوتغارت الألمانية ويبلغ ارتفاعه 216.61 م (710.7 قدم)، وهو أول برج اتصالات عن بعد في العالم يتم تشييده من الخرسانة المسلحة حيث يعد نموذجاً أولياً للعديد من الأبراج المشابهة له حول العالم. ورغم أن بناء البرج أثار جدلاً في بادئ الأمر إلّا أنه غدا أحد معالم شتوتغارت الشهيرة والجاذبة للسياح.

## الموقع
يقع البرج على تلة يبلغ ارتفاعها 483 متر في حي ديغالوخ (Degerloch) جنوبي شتوتغارت. يظهر من أسطح المراقبة مشهد لمدينة شتوتغارت يمتد من غابات وكروم العنب في شتوتغارت وما حولها وصولاً إلى شفابن جورا والغابة السوداء.

## التاريخ
كان تشييد البرج محط جدال حيث عارض المنتقدين طريقة بناء المبنى الجديد والتكاليف المترتبة عليه فقد كلَّف تركيب هوائي بارتفاع مئتي متر حوالي 200,000 مارك ألماني. بدأت أعمال البناء بتاريخ 10 يناير عام 1954 وتواصلت لمدة عشرين شهر. وأصبح البرج الأول من نوعه في العالم الذي يجري بناءه باستخدام الخرسانة المسلحة. بلغت التكلفة الإجمالية لتشييد برج شتوتغارت للتلفزيون 4.2 مليون مارك ألماني، ولكن تم تعويض هذا المبلغ من مجموع عائدات الزوار والسياح التي كانت قد ساوت تكلفة بناءه بعد مضي مدة خمس سنوات على افتتاحه. دخل البرج في الخدمة يوم 5 فبراير عام 1956 تحت إدارة «üddeutscher Rundfunk». ووصل البرج لارتفاعه الحالي عند 216.61 م (710.7 قدم) بعد تحديث الهوائي خلال الفترة من أكتوبر 1965 حتى ديسمبر 1965.

## معرض الصور

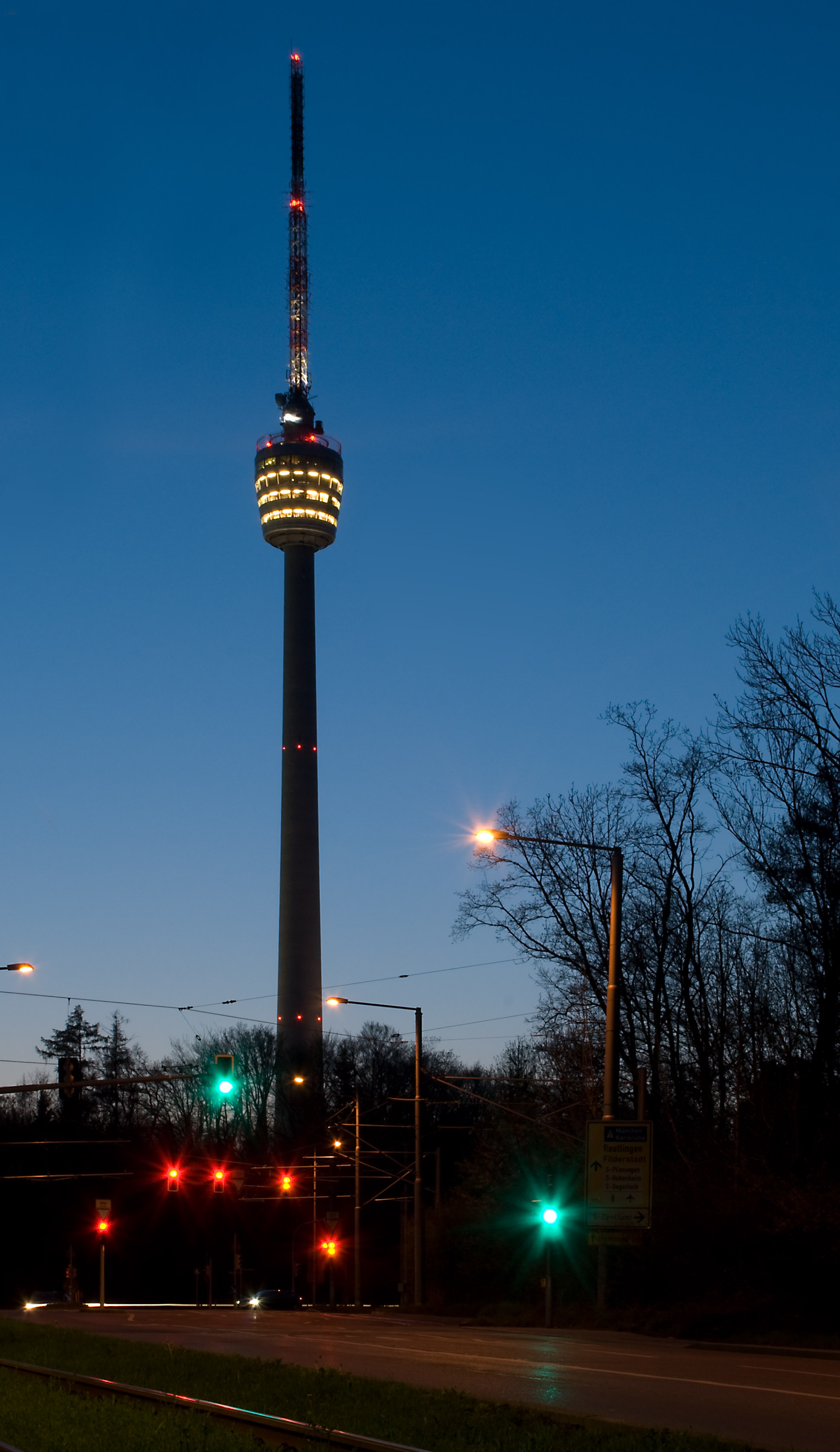
البرج ليلاً
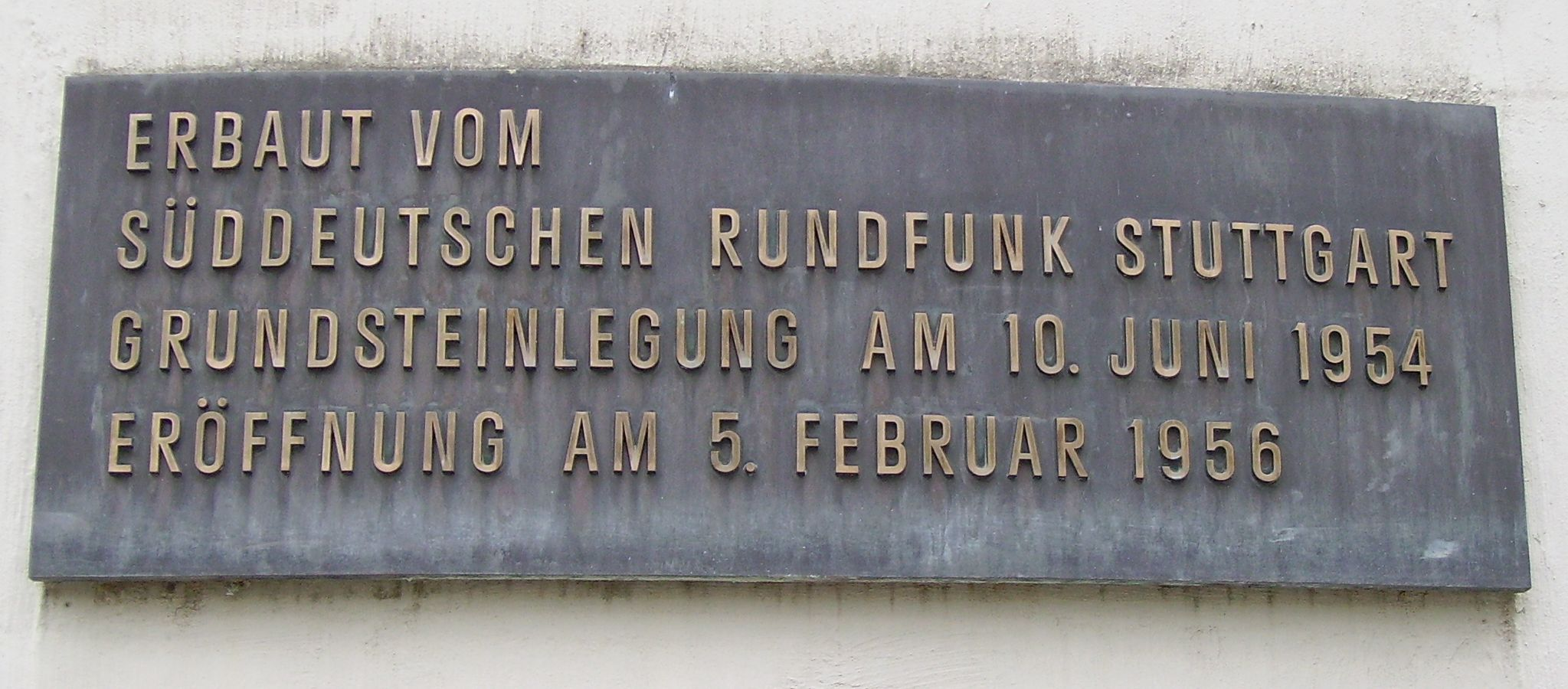
لوحة تذكارية عند قاعدة البرج
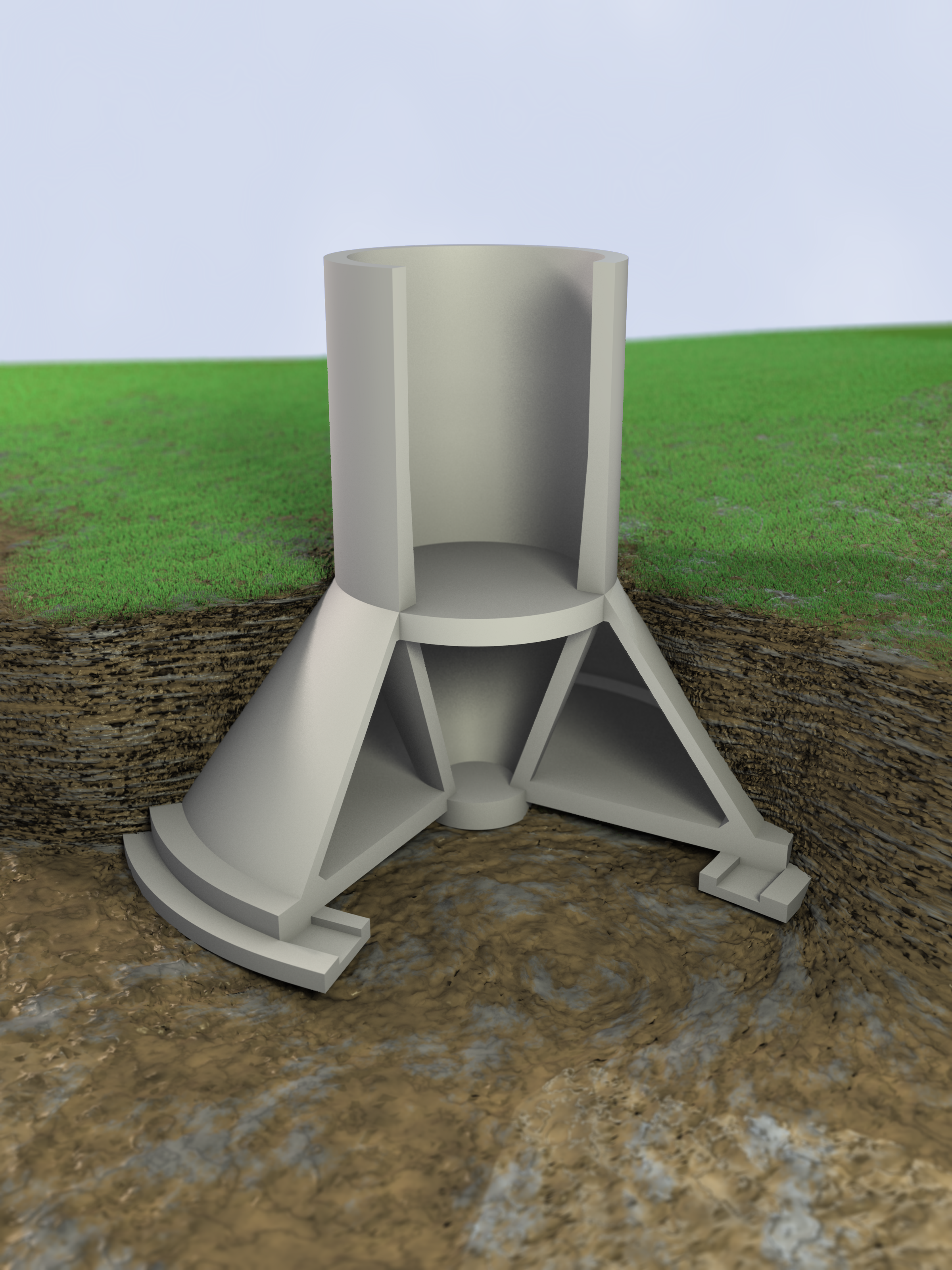
أساس البرج
مقصورة البرج
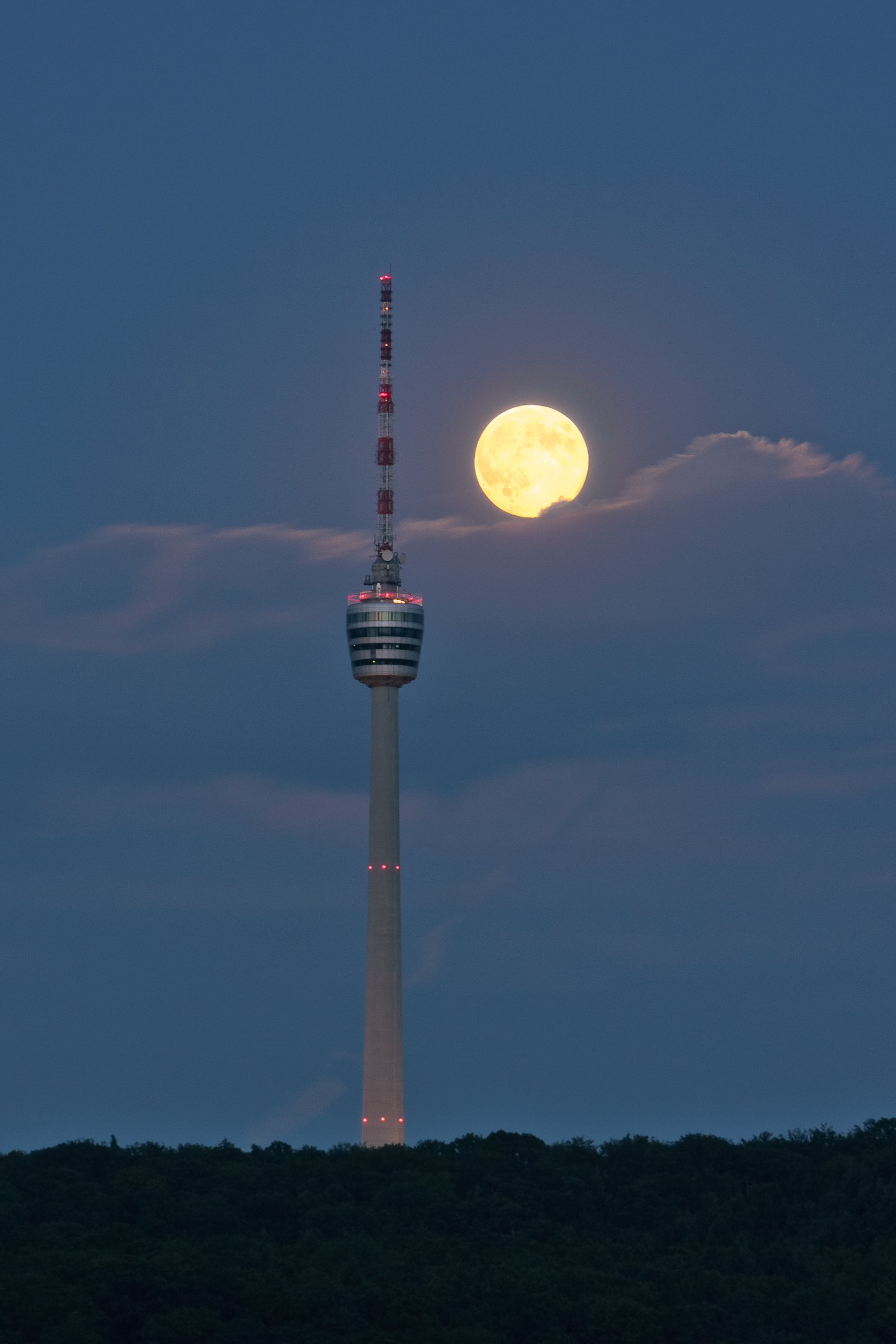
البرج دون إضاءة داخلية بسبب إغلاق أبوابه للعامة عام 2013.
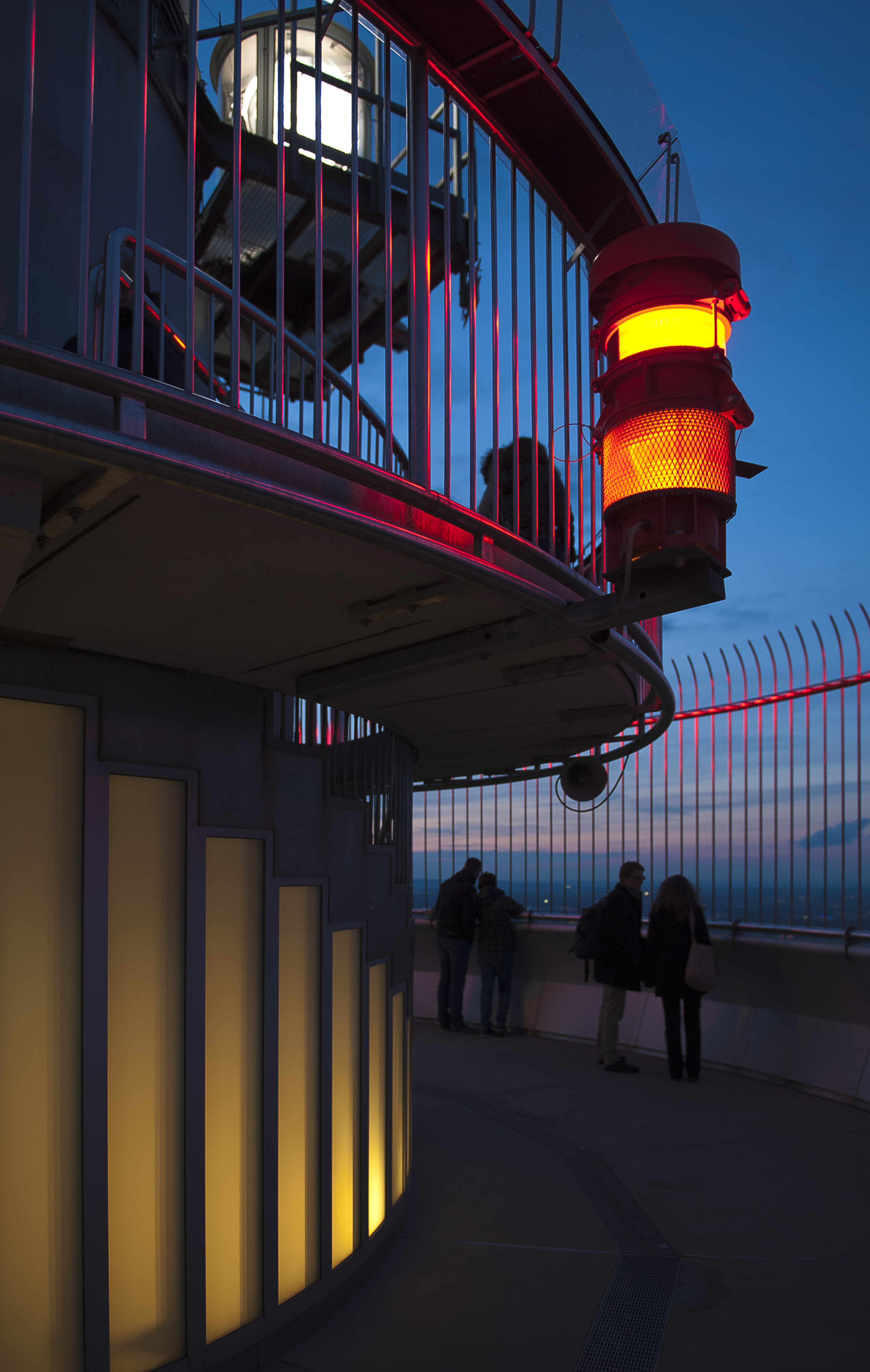
سطح المراقبة

## مزيد من القراءة
- Fernsehturm-Betriebs-GmbH, ed. (1991). Fernsehturm Stuttgart (بالألمانية). Stuttgart: Fernsehturm-Betriebs-GmbH.
- Drechsel, Walther (1967). Turmbauwerke (بالألمانية). Wiesbaden, Berlin: Bauverl. OCLC:253398329.
- Schlaich, Jörg; Matthias Schüller (1999). Ingenieurbauführer Baden-Württemberg (بالألمانية). Berlin: Bauwerk Verlag. pp. 486–488. ISBN:9783934369016.

## وصلات خارجية
- برج شتوتغارت للتلفزيون (بالألمانية)

- صورة بالأقمار الصناعية